# Utzmemmingen
Utzmemmingen ist ein Ortsteil der Gemeinde Riesbürg im Ostalbkreis (Baden-Württemberg).

## Geografie
Das Pfarrdorf befindet sich am Fuße der Schwäbischen Alb und ist von Acker- und Grünland umgeben – ausgenommen im Südwesten, wo sich ein größeres Waldgebiet anschließt. Durch den Ort fließt der Röhrbach, ein rechter Zufluss der Eger. Die Kreisstraße K 3316/DON 6 führt nach Härtsfeldhausen bzw. zur B 466 bei Holheim. Eine Gemeindeverbindungsstraße führt nach Nähermemmingen.

## Geschichte
Utzmemmingen wurde zum ersten Mal im Jahr 852 urkundlich erwähnt.
Das Kloster Heilsbronn erwarb von 1338 bis 1571 mehrere Güter, Äcker und Wiesen und Zehntansprüche.
Die Martinskirche wurde 1729 erbaut.
Wie Pflaumloch kam der Ort aufgrund des Reichsdeputationshauptschlusses 1806 zunächst an das Königreich Bayern, ging dann aber schon vier Jahre später durch Gebietsaustausch an das Königreich Württemberg. Es wurde die Gemeinde Utzmemmingen gebildet, zu der außer dem Hauptort noch das Gehöft Alte Bürg, das Haus Ringlesmühle und die Rysmühle (mittlerweile eine Wüstung) gehörten.
Am 1. Januar 1973 wurde die Gemeinde Utzmemmingen im Zuge der Gebietsreform nach Pflaumloch eingemeindet, das am 25. Juli 1973 zu Riesbürg umbenannt wurde. Der Ort Utzmemmingen ist mit rund 1100 Einwohnern der größte der Gemeinde. Seit 1972 ist er ein staatlich anerkannter Erholungsort.

### Wappen
| Wappen der früheren Gemeinde Utzmemmingen | Blasonierung: „Unter silbernem (weißem) Schildhaupt, darin ein durchgehendes schwarzes Tatzenkreuz, in Rot ein silbernes (weißes) Haus, das blaue Tor belegt mit einem silbernen (weißen) Leistenschragen.“ |
| Wappen der früheren Gemeinde Utzmemmingen | Wappenbegründung: Das Wappen wurde am 2. August 1967 vom Innenministerium Baden-Württemberg genehmigt. Das Deutschordenskreuz erinnert an einen Sitz eines Vogtamts des Ordens im Ort. Das Haus symbolisiert den römischen Gutshof "Villa rustica", der in seinen Grundmauern sorgfältig restauriert wurde. Der Schragen verweist auf die ehemalige Landesherrschaft der Grafen von Oettingen. |